# Comté de Dougherty
Pour les articles homonymes, voir Dougherty.
Le comté de Dougherty est un comté de Géorgie, aux États-Unis.

## Démographie
| 1860  | 1870   | 1880   | 1890   | 1900   | 1910   |
| ----- | ------ | ------ | ------ | ------ | ------ |
| 8 295 | 11 517 | 12 622 | 12 206 | 13 679 | 16 035 |

| 1920   | 1930   | 1940   | 1950   | 1960   | 1970   |
| ------ | ------ | ------ | ------ | ------ | ------ |
| 20 063 | 22 306 | 28 565 | 43 617 | 75 680 | 89 639 |

| 1980    | 1990   | 2000   | 2010   | - | - |
| ------- | ------ | ------ | ------ | - | - |
| 100 718 | 96 311 | 96 065 | 94 565 | - | - |